# La nave de los locos (novela de Porter)
La nave de los locos (título original: Ship of Fools) es una novela de la escritora estadounidense Katherine Anne Porter. Fue publicada por el Club del Libro, en 1962.
La novela es la única escrita por Porter y tuvo éxito inmediato. Fue el libro más vendido del año en Estados Unidos. Comenzó a escribirla en 1940, pero demoró más de veinte años para publicarla en libro. 
Había aparecido por primera vez en la revista Texas Quarterly, en 1959. El título fue tomado de un poema de Sebastian Brant, escrito en el siglo XV, "La nave de los locos" ("Das Narrenschiff").
En el libro, una evidente alegoría, narra un viaje desde México a Alemania, antes de la Segunda Guerra Mundial. Los pasajeros, sus características personales y conflictos, son los personajes de la historia.
El libro fue llevado al cine con el mismo título: Ship of Fools, en 1965. Fue protagonizada por Vivien Leigh y Simone Signoret, con la dirección de Stanley Kramer.

## La obra
La nave de los locos es una extensa novela en la que un trasatlántico realiza un viaje desde México a Alemania, en 1931. En ese año comienza el crecimiento del nazismo en Alemania y el fascismo está en el poder en Italia. El mundo salía de la Primera Guerra Mundial y la próxima se acercaba. En ese contexto, Porter ubica la historia.
En la novela no hay un personaje principal, todos lo son, destacándose más unos que otros por el tipo de vida que llevaron y su personalidad. Ellos son representativos de distintas clases sociales, de defectos y bajezas humanas.
La idea central de la novela es el enfrentamiento entre el bien y el mal, personificados en los pasajeros, y el permitir que el mal se extienda.